# Saint-Palais-sur-Mer
Saint-Palais-sur-Mer – miejscowość i gmina we Francji, w regionie Nowa Akwitania, w departamencie Charente-Maritime.

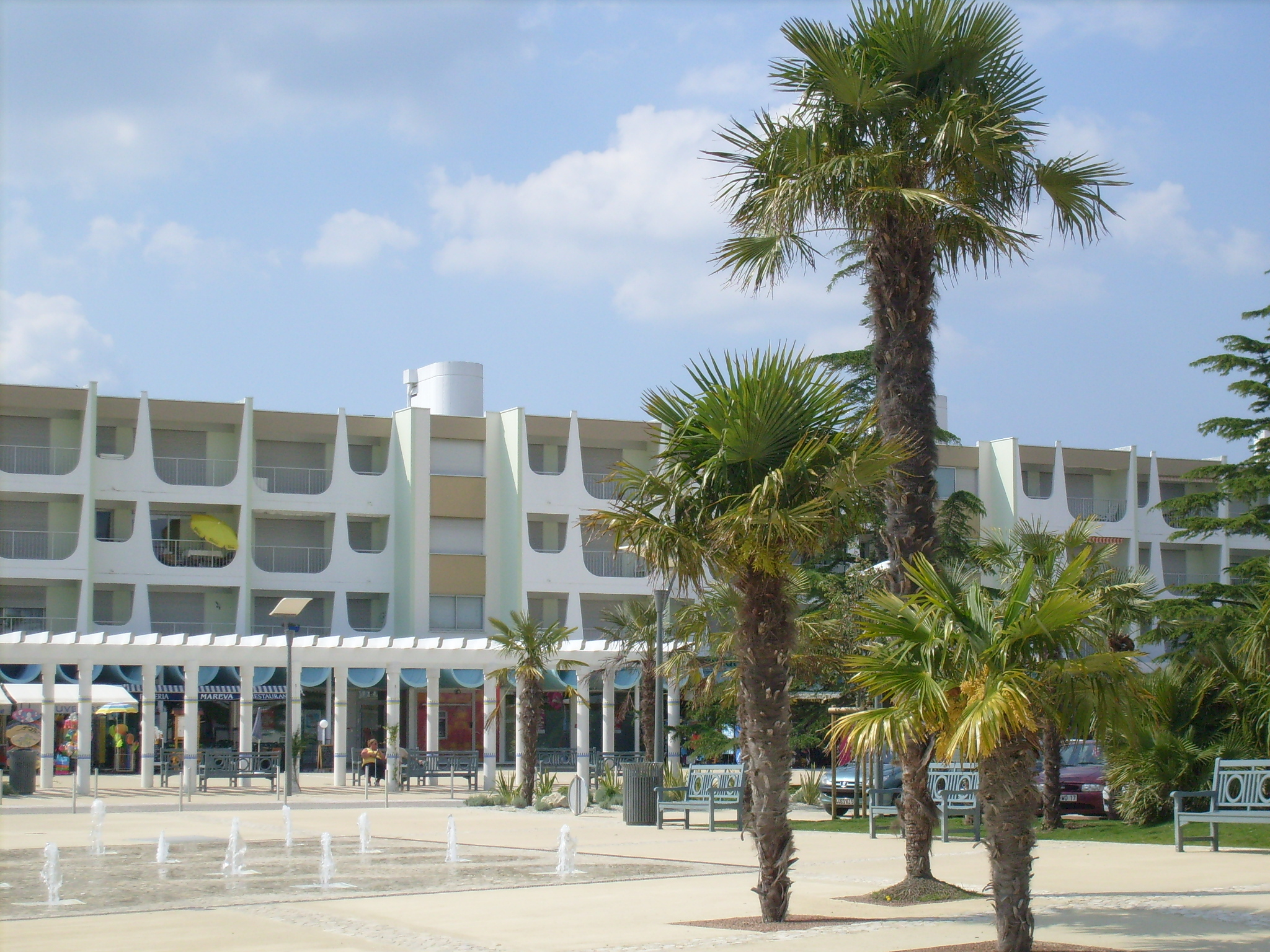
plac Rhâ, serce miasta

Według danych na rok 1990 gminę zamieszkiwało 2736 osób, a gęstość zaludnienia wynosiła 174 osób/km² (wśród 1467 gmin regionu Poitou-Charentes Saint-Palais-sur-Mer plasuje się na 89. miejscu pod względem liczby ludności, natomiast pod względem powierzchni na miejscu 552.).